# Bát đài Trung Bộ
Bát đài Trung Bộ (danh pháp: Cyathocalyx annamensis) là loài thực vật có hoa thuộc họ Na. Loài này được Suzanne Joves-Ast mô tả khoa học đầu tiên năm 1940 bằng tiếng Latinh, trên cơ sở mô tả của chính tác giả bằng tiếng Pháp năm 1938.

## Phân bố
Đặc hữu Việt Nam.